# Перхлорат рубидия
Перхлорат рубидия — неорганическое соединение, соль металла рубидия и хлорной кислоты с формулой RbClO4, бесцветные кристаллы, слабо растворимые в воде.

## Получение
- Действие хлорной кислоты на раствор гидроксида или карбоната рубидия:

{\displaystyle {\mathsf {RbOH+HClO_{4}\ {\xrightarrow {}}\ RbClO_{4}+H_{2}O}}}
{\displaystyle {\mathsf {Rb_{2}CO_{3}+2HClO_{4}\ {\xrightarrow {}}\ 2RbClO_{4}+CO_{2}\uparrow +H_{2}O}}}
- Обменными реакциями в перхлоратом бария:

{\displaystyle {\mathsf {Rb_{2}SO_{4}+Ba(ClO_{4})_{2}\ {\xrightarrow {}}\ 2RbClO_{4}+BaSO_{4}\downarrow }}}
- Так как перхлорат рубидия слабо растворим, то возможна обменная реакция с перхлоратом натрия:

{\displaystyle {\mathsf {RbCl+NaClO_{4}\ {\xrightarrow {}}\ RbClO_{4}\downarrow +NaCl}}}

## Физические свойства
Перхлорат рубидия образует бесцветные кристаллы ромбической сингонии, пространственная группа P bnm, параметры ячейки a = 0,753 нм, b = 0,927 нм, c = 0,581 нм, Z = 4.
При 281°С происходит фазовый переход в кубическую сингонию, пространственная группа F 43m, параметры ячейки a = 0,772 нм, Z = 4.
Слабо растворим в холодной воде, не растворяется в органических растворителях.

## Химические свойства
- Разлагается при нагревании:

{\displaystyle {\mathsf {RbClO_{4}\ {\xrightarrow {>408^{o}C}}\ RbCl+2O_{2}\uparrow }}}